# Asesinato de Linda Pagano
Linda Marie Pagano (Akron, Ohio; 11 de abril de 1957- desaparecida el 1 de septiembre de 1974), con anterioridad a su identificación denominada como la desconocida de Strongsville, fue una joven estadounidense víctima de asesinato, que permaneció sin identificar durante 44 años. Tras una discusión con su padrastro el 1 de septiembre de 1974, Pagano abandonó el apartamento y nunca se la volvió a ver. El 5 de febrero de 1975, tres niños encontraron restos óseos parciales de una mujer blanca en un parque de Strongsville (Ohio). Tras permanecer sin identificar, los huesos fueron enterrados en una tumba sin nombre. Debido a un error administrativo, dichos restos nunca se introdujeron en las bases de datos de difuntos no identificados y el caso cayó en el olvido. En 2016, una estudiante universitaria que investigaba la genealogía de su propia familia redescubrió el cuerpo sin identificar. Tras publicarlo en Internet, el caso atrajo la atención de Carl Koppelman, dibujante forense. La nueva atención prestada al caso llevó a la policía de Akron a establecer una conexión y, en junio de 2018, los restos fueron identificados de forma concluyente como Linda Pagano.

## Antecedentes
En el momento de su desaparición, Linda Pagano era estudiante en el instituto Springfield de la localidad de Akron, ciudad del condado de Summit, en Ohio. Era la menor de tres hermanos, con un hermano mayor Micheal Pagano y una hermana mayor Cheryl Pagano. Fue descrita como honesta, trabajadora y tímida. Tenía un trabajo después del colegio sirviendo comida en el A&W de Tallmadge, y estaba interesada en la música rock. Durante el verano de 1974, Pagano y sus hermanos vivían con su padrastro, Byron Claflin, en su apartamento de la avenida Carnegie de Akron. Claflin trabajaba como barman y se le describía como un bebedor habitual de temperamento volátil; sin embargo, no se tenía constancia de que Linda y Claflin tuvieran malas relaciones.

### Desaparición
El 31 de agosto de 1974, Pagano asistió a un concierto de rock de Crosby, Stills, Nash & Young en Cleveland con su novio, Steve Wilson. Temprano en la madrugada del 1 de septiembre, Pagano y Wilson llegaron de vuelta a Akron. Pagano dejó a Wilson en su casa y luego regresó a la casa de su padrastro. El padrastro, Byron Claflin, fue el único testigo de los siguientes acontecimientos que condujeron a la desaparición de Pagano. Según Claflin, el regreso tardío de Pagano a horas intempestivas provocó una discusión entre ambos. La discusión terminó con Claflin echando a Pagano de casa. Según Claflin, Pagano salió del apartamento y no regresó. Esta sería la última vez que alguien vio a Pagano con vida.
En los días inmediatamente posteriores a la desaparición de la joven, los familiares supusieron que Linda se alojaba en casa de amigos. Claflin llamó a la madre de Micheal Pagano para saber si Linda se alojaba con ella. Un día después de ser vista por última vez, los familiares denunciaron su desaparición. En aquel momento, el caso recibió poca atención. La policía lo investigó bajo la impresión de que se había fugado y los medios de comunicación no se hicieron eco del caso. Sin embargo, Pagano no se consideraba del tipo de persona que huía sin decir nada, y no se había llevado su coche, un Ford Mustang.

## Descubrimiento del cadáver
Casi medio año después de su último avistamiento, el 5 de febrero de 1975, tres chicos estaban de excursión en un parque de Strongsville (Ohio), a unos 58 kilómetros al sureste de Akron, cuando descubrieron restos óseos parciales a orillas del río Rocky, ahora conocido como Mill Stream Run Reservation. Los restos estaban muy erosionados, incluida una mandíbula que faltaba, y no se recuperó ninguna prueba física del lugar. Se determinó que los restos pertenecían a una mujer blanca y, según las primeras estimaciones, tendría aproximadamente 20 años. La causa de la muerte fue una herida de bala en la cabeza, por lo que el caso se investigó como homicidio. En un principio, se intentó relacionar los huesos con la entonces desaparecida heredera Patty Hearst, que había desaparecido en California en 1974.
En el momento de su descubrimiento, Micheal Pagano vio un programa de televisión sobre el cadáver no identificado y llamó a la policía de Strongsville con la teoría de que podría tratarse de Linda, pero fue descartada, ya que le dijeron que la víctima era demasiado mayor y probablemente demasiado alta. Después de que el cuerpo siguiera sin ser identificado, los restos fueron enterrados en una tumba sin nombre en la fosa común del Memorial Gardens en Highland Hills.

## Reapertura del caso
En 2016, Christina Scates, una estudiante de la Universidad Estatal de Cleveland, estaba haciendo una investigación genealógica sobre su propia historia familiar cuando descubrió el esqueleto no identificado en los registros del cementerio. La información disponible sobre el esqueleto era escasa. Scates, confundida por qué parecía que esta joven había caído en el olvido, buscó acceso a los archivos policiales y a los registros de las autopsias. Scates publicó entonces sus descubrimientos en Reddit, donde llamó la atención del artista forense voluntario Carl Koppelman, quien creó una reconstrucción de la víctima utilizando las fotos del cráneo que Scates había obtenido a través de su investigación, pero esta reconstrucción original tuvo poca repercusión.
Cuando las fuerzas del orden del condado de Cuyahoga se pusieron en contacto con Koppelman en relación con un caso diferente, Koppelman les preguntó por los huesos no identificados. Scates también se puso en contacto con la policía para informarles de que los huesos no aparecían en la lista de restos sin identificar de dicho condado. Se enviaron nuevas fotos del cráneo a Koppelman y se descubrió que un error ortográfico en los archivos del caso había impedido que los huesos se añadieran a las bases de datos de desaparecidos y no identificados. Poco después de que Scates se pusiera en contacto con las fuerzas del orden, los huesos se añadieron a NamUs, la base de datos nacional de desaparecidos y no identificados.

## Identificación e investigación posterior
Una vez que el caso fue añadido a la base nacional de datos, fue rápidamente identificado gracias a una posible coincidencia. La teoría fue planteada por primera vez por un detective de Internet en un hilo de Reddit dedicado a misterios sin resolver. La policía de Akron se puso en contacto con la policía del condado de Cuyahoga en relación con la posibilidad de que el cuerpo no identificado fuera el de Linda Pagano. Se intercambiaron registros dentales como comparación preliminar, y pronto se discutió la exhumación del cuerpo para el análisis de ADN entre la policía de Strongsville, los funcionarios de la ciudad y los médicos forenses. Después de varios meses de discusión, la exhumación se llevó a cabo en octubre de 2017. 
Debido a la gran cantidad de tumbas sin marcar en la fosa común donde fue enterrada la víctima, fueron necesarios varios intentos para exhumar el cuerpo correcto. La exhumación contó con la ayuda de la Universidad de Akron, que utilizó la topografía magnética para trazar un mapa de las tumbas sin marcar. Una vez exhumado el cuerpo correcto, se tomaron muestras óseas de la víctima, y se tomaron hisopos bucales de ADN de Cheryl y Micheal Pagano. A finales de 2017, las muestras se enviaron a la Universidad del Norte de Texas para realizar pruebas de ADN mitocondrial. El 29 de junio de 2018, el cuerpo fue identificado de manera concluyente como Linda Pagano, 44 años después de su desaparición.
Tras la identificación de Linda, Micheal Pagano se reunió con Scates en persona para expresar su gratitud. Los restos de Linda fueron devueltos a su familia para que se les diera un entierro adecuado. En enero de 2019, se celebró un servicio conmemorativo por Linda. Las partes del esqueleto de Linda que se habían recuperado fueron incineradas e inhumadas junto a su difunta madre en el cementerio de Holy Cross.

### Continuación de la investigación del asesinato
La investigación sobre el asesinato de Pagano se sigue considerando un caso activo. Tras la identificación, los detectives se centraron en encontrar a su asesino. Dado que los restos de Pagano se encontraron en terrenos de Metroparks, la investigación es competencia de la policía de Metroparks de Cleveland. Micheal Pagano informó de que las actualizaciones de la policía con respecto a la investigación habían sido escasas desde la conferencia de identificación. En 2022, la policía nombró como personas de interés para el caso al padrastro de Linda, Byron Claflin, y al que fuera novio de la joven, Steve Wilson. Claflin, testigo clave y posible sospechoso, murió en 1990.
Nunca se ha identificado oficialmente a ningún sospechoso, pero varios familiares y amigos de Pagano creen que Claflin estaba implicado de algún modo en su muerte. Dado que su desaparición pasó a considerarse homicidio, la policía volvió a interrogar a los familiares y posibles testigos. La policía consideró la localización de Steve Wilson, a quien no consideran sospechoso, pero sí testigo clave, ya que fue una de las últimas personas que vio a Pagano con vida.